# Yuli Vorontsov
Yuli Mijáilovich Vorontsov (en ruso: Ю́лий Миха́йлович Воронцо́в; Leningrado, 7 de octubre de 1929-Moscú, 12 de diciembre de 2007) fue un diplomático soviético y ruso. Fue el último representante de la Unión Soviética y el primero de Rusia en las Naciones Unidas.

## Biografía
A mediados de la década de 1970, fue encargado de negocios en la embajada soviética en 
Washington D. C. bajo el embajador Anatoli Dobrynin. Luego fue embajador de la Unión Soviética en India (1978-1983) y Francia (1983-1986). Regresó a Moscú para ser primer viceministro de asuntos exteriores (1986-1990) y participó en conversaciones sobre reducción de armas con los Estados Unidos.
Entre 1988 y 1989, fue simultáneamente embajador en Afganistán cuando las tropas soviéticas se retiraron del país. Luego se desempeñó como el último embajador soviético en las Naciones Unidas entre 1990 y 1991 y como el primer representante permanente de Rusia ante la ONU desde 1991 hasta 1994. Fue presidente del Consejo de Seguridad de las Naciones Unidas durante los meses de septiembre de 1990, diciembre de 1991, mayo de 1993 y agosto de 1994. Posteriormente, se desempeñó como embajador de Rusia en los Estados Unidos desde 1994 hasta 1998.
En el año 2000, fue elegido como coordinador de alto nivel para asuntos relacionados con un párrafo de la Resolución 1284 del Consejo de Seguridad de las Naciones Unidas, que una vez más requería que Irak enfrentara "sus obligaciones con respecto a la repatriación o el retorno de todos los ciudadanos kuwaitíes y de terceros países o sus restos", [y] la devolución de todos los bienes kuwaitíes [...] incautados por Irak” (durante la invasión de Kuwait).
En mayo de 2008, de forma póstuma, India le otorgó el premio Padma Bhushan ("Orden del Loto").